# Federazione calcistica dell'Etiopia
La Federazione calcistica dell'Etiopia (in inglese Ethiopian Football Federation, acronimo EFF) è l'ente che governa il calcio in Etiopia.
Fondata nel 1943, si affiliò alla FIFA nel 1953, e alla CAF nel 1957. Ha sede nella capitale Addis Abeba e controlla il campionato nazionale, la coppa nazionale e la Nazionale del paese.